# Iglesia de San Sebastián (Abarca de Campos)
La iglesia de San Sebastián es un templo católico de la localidad española de Abarca de Campos, en la provincia de Palencia.

## Descripción
La iglesia se encuentra en el municipio palentino de Abarca de Campos, en Castilla y León. Su construcción se dataría supuestamente en la segunda mitad del siglo XVII.
El 16 de julio de 1992, el inmueble fue declarado Bien de Interés Cultural, con la categoría de monumento, en un decreto publicado el día 21 de ese mismo mes en el Boletín Oficial de Castilla y León con la rúbrica del presidente de la Junta de Castilla y León, Juan José Lucas, y del entonces consejero de Cultura y Turismo, Emilio Zapatero Villalonga.